# Джон Звожек
Джон Звожек (нар. 10 вересня 1929, Лорейн, штат Огайо, Сполучені Штати Америки — 30 серпня 2006, Тернопіль, Україна) — американський архітектор, волонтер і меценат.
Приїхав в Україну як волонтер Корпусу миру США та залишився після завершення місії. Відомий, передусім, своєю діяльністю у місті Тернопіль, де навчав українських архітекторів містобудуванню, реалізовував власні проєкти та залучав інвестиційну й благодійну підтримку громадян Сполучених Штатів.

## Біографія
Народився 10 вересня 1929 року у Лорейні, штаті Огайо, у родині Майкла та Магдалини (до шлюбу Матотек) Звожеків. У 9 років втратив батька, працював із 12 років, аби допомогти сім'ї.
У 1947 році закінчив середню школу. Після закінчення школи почав військову службу у ВМС США, а після почесного звільнення у званні молодшого лейтенанта вступив до університету.
Здобув ступінь бакалавра з архітектури та ступінь магістра з міського планування в університеті Маямі. Майже 40 років працював архітектором у Принстоні, штаті Нью-Джерсі, Сполучені Штати Америки. Серед його проєктів Eggerts Crossing Village у Лоуренс-Тауншипі та Architects Housing у Трентоні, за які він отримав нагороду відділу Американського інституту архітекторів у Нью-Джерсі.
Перебував у шлюбі з Барбарою Звожек до її смерті у 1998 році. У подружжя дві доньки — Крістіну та Дебору. Після смерті дружини, у 1998 році, приєднався до волонтерів Корпусу миру США. 1999 року приїхав до України, до міста Черкаси, у складі волонтерської місії. Незабаром переїхав у місто Тернопіль, де прожив решту років. До 18 листопада 2005 р. працював у відділі екології міської ради, а пізніше продовжив діяльність у місті, як меценат і громадський діяч.
У Черкасах одружився вдруге з Аллою Хоперією-Звожек — директоркою місцевої школи, депутаткою Черкаської міської ради. Подружжя прожило у шлюбі до смерті Звожека у 2006 році.
Помер 30 серпня 2006 року. Згідно із заповітом, його прах розвіяли над Тернопільським ставом. Ритуал провела дружина Алла, із теплохода Герой Танцоров.

## Діяльність в Україні
За його ініціативи та фінансування реконструйовано дитячий будинок-інтернат у Тернополі.
Сприяв розвитку багатофункціонального жіночого клубу, що діяв при Тернопільській загальноосвітній середній школі № 5.
Брав участь у реставрації скверу Кобзаря.
У 2000 році став автором ідеї та фундатором парк Воскресіння. Він мав виконувати функцію єдиної рекреаційної зони найбільш густонаселеного житлового масиву Тернополя. Попри неодноразові заяви очільників міста, він так і не отримав офіційний статус парку. Станом на 2018 рік парк повністю знищено.

Вигляд скульптури після викрадення її частини

З ініціативи Джона Звожека у 2002 році встановлено скульптуру «Випадкова Зустріч» Джона Стюарта Джонсона. Попри розміщення у самому центрі Тернополя, поблизу відділку поліції, частину скульптури викрадено. Станом на 2023 рік зловмисників, як і їхніх мотивів, не встановлено, а саму скульптуру не реставровано.
У межах приватних ініціатив працював над озелененням міста. Зокрема, висадив магнолії у сквері на бульварі Шевченка та троянди у розарії центрального входу до парку ім. Т. Шевченка. Більшість із них було вкрадено чи знищено.
Працював над проєктом оранжереї — зимового саду на території острівка «Чайка», що знаходиться у парку ім. Т. Шевченка, також створив проєкт реконструкції Коропецького палацу за сприяння ЮНЕСКО, однак місцева влада не підтримала цих ініціатив.

### Громадянська позиція
Вважав, що для поліпшення ситуації необхідно привернути молодих та відданих людей до керівництва на всіх рівнях і запровадити ефективні методи використання ресурсів країни. Віддано вірив у світле майбутнє України та небувалий розвиток Тернопільщини.

На запитання, чому обрав для життя Тернопіль, відповідав так:
|                                                 | Місто компактне, зелене, тут багато європейської архітектури і чудове озеро в самому центрі. Мені дуже подобаються тутешні люди і те, що ритм життя тут набагато повільніший, ніж в Америці. До того ж тут я маю можливість робити корисні справи, допомагаючи іншим, що в моєму віці є великою цінністю. В США я б не міг так почуватися. Та й до цього міста я вже серцем прикипів. |
| — Джон Звожек, Інтерв’ю газеті «Україна Молода» | |

Незважаючи на всі труднощі та проблеми у проєктах, до останнього продовжував працювати над втіленням своїх ідей та розвитком уже реалізованих ініціатив.

## Вшанування пам'яті

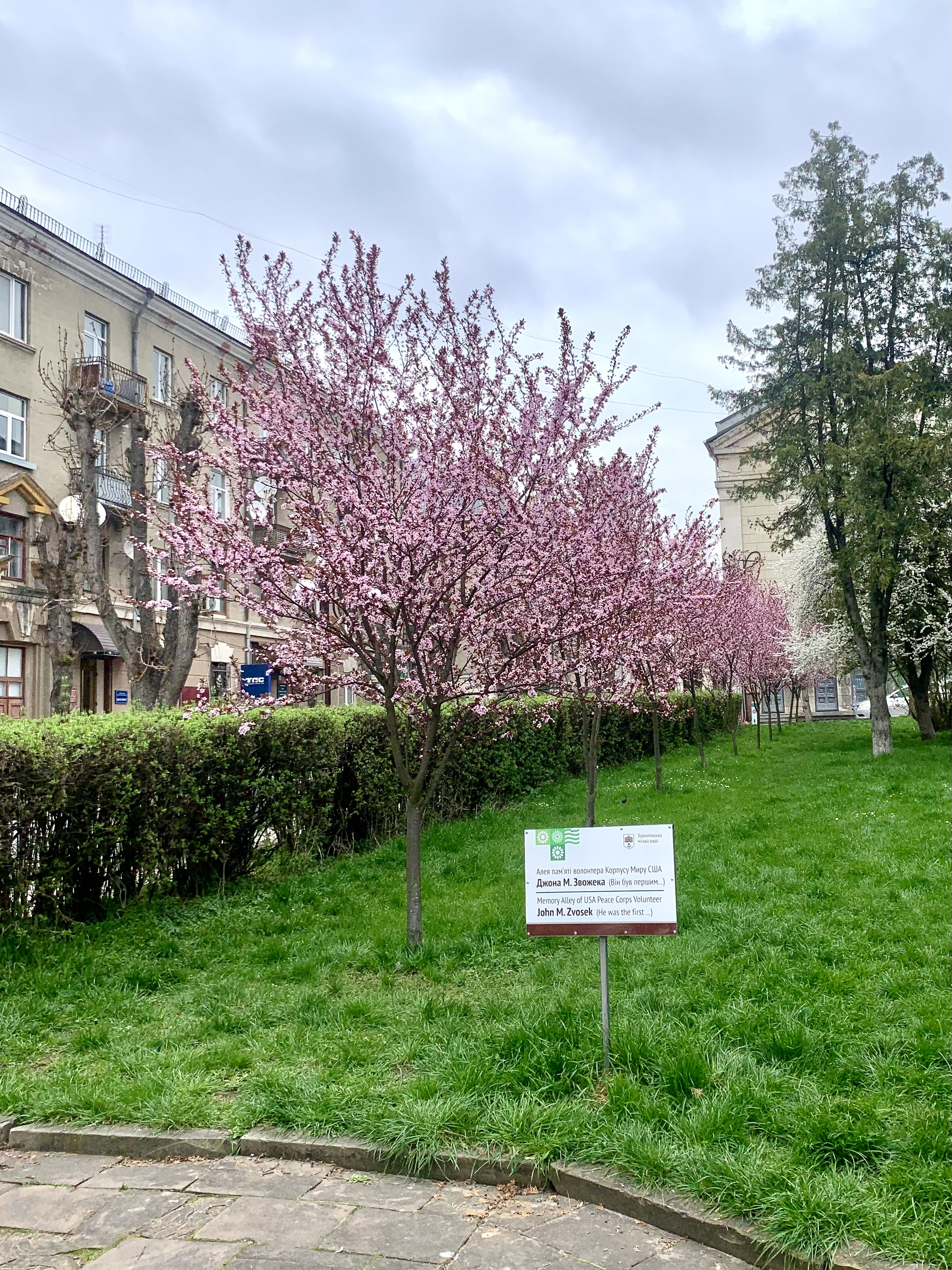
Алея пам'яті Джона Звожека у сквері Кобзаря, вигляд з боку входу від школи № 4

- Алея пам'яті Джона Звожека у Сквері Кобзаря. Звожек опікувався сквером і брав участь у його реставрації, зокрема власним фінансуванням. Тоді він рекомендував висадити червонолисті дерева для контрасту, але на початку 2000-х не було можливості їх придбати в Україні, тому задум втілили лише зараз. Так, із декоративних слив Пісарді було сформовано єдину алею, а екзотичні клени Друмонді було висаджено у різних частинах скверу[15][11][16][17].

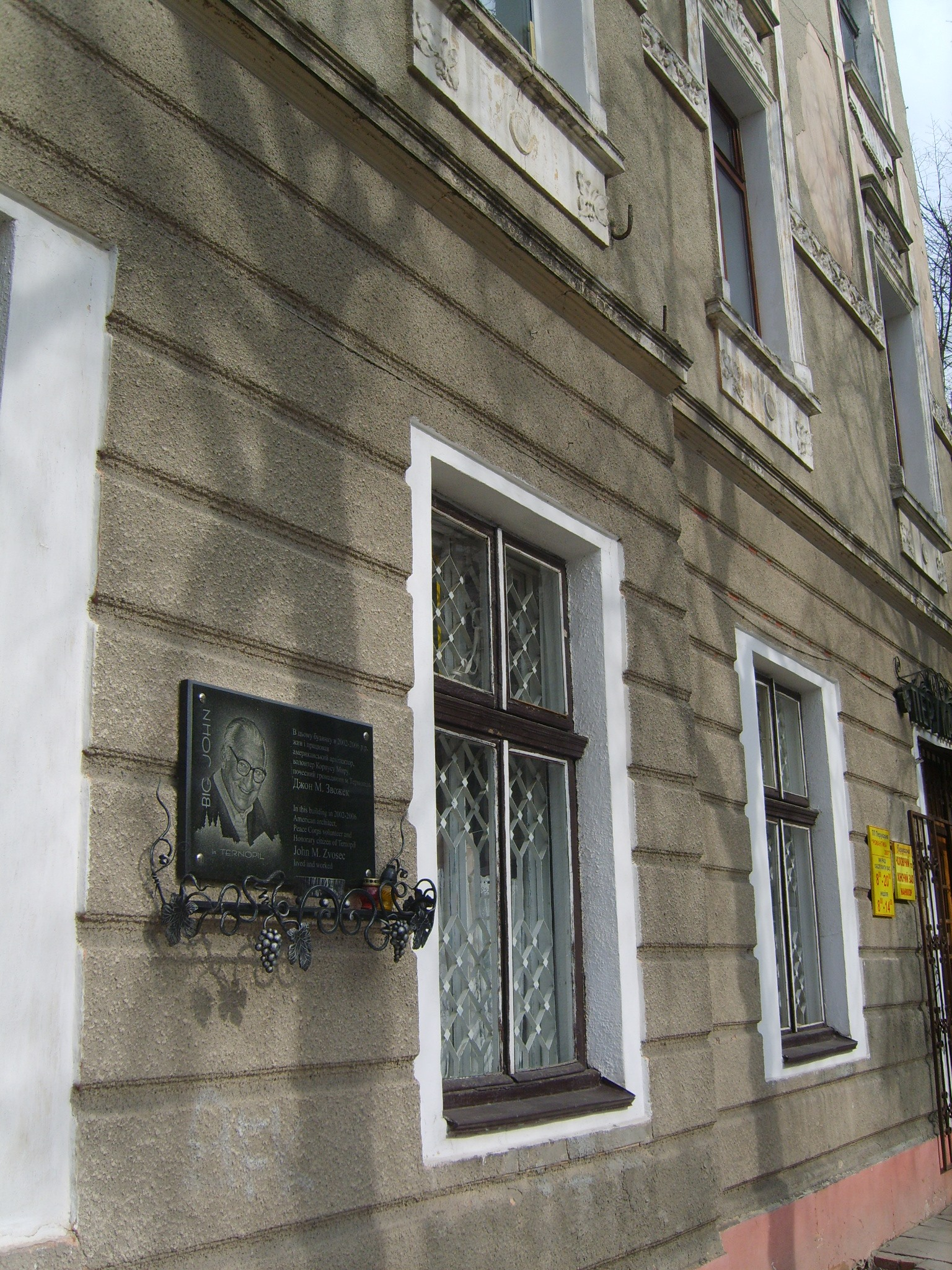
Меморіальна дошка Джона Звожека у м. Тернопіль на вул. Ю. Опільського

- Меморіальна дошка. Розташована на житловому будинку Історичного центру Тернополя, де проживав з дружиною Аллою[9].

- Герой книги Штучні люди Тернополя. Історія життя Джона Звожека була використана у книзі Олексія Широкова, яка є збіркою історій осіб, що зробили внесок у розвиток міста Тернополя[18].